# KiCad
KiCad és el nom d'un programari lliure per a dissenyar esquemes electrònics i la seva conversió a circuits impresos. Es distribueix bàsicament sota llicència GPLv3 amb components sota altres llicències com BSD de tres clàusules, Apache 2.0, Internet Systems Consortium (ISC) i MIT. KiCad va ser desenvolupat originalment l'any 1992 per Jean-Pierre Charras quan estava treballant a la universitat IUT de Grenoble, França. Té una gran quantitat de desenvolupadors voluntaris i també a sou, especialment a partir de 2013 quan la secció BE-CO-HT del CERN va començar a destinar-hi recursos.

## Història
- El 1992 Jean-Pierre Charras crea KiCad quan estava treballant a la universitat IUT de Grenoble.
- El 2013 la secció BE-CO-HT del CERN va començar a destinar-hi recursos per a millorar el desenvolupament.

## Productes
L'entorn de disseny KiCad té els següents components:
- KiCad - manegador de projectes
- Eeschema - editor d'esquemes (veure Fig.1)
- Pcbnew - editor de circuits impresos/PCB. (veure Fig.2) També hi ha el visor 3D. (veure Fig.3)
- GerbView - visor d'arxius Gerber.
- Bitmap2Component - conversor d'imatges a footprint dels components.
- Eines externes:Fig.e Editor d'esquemes

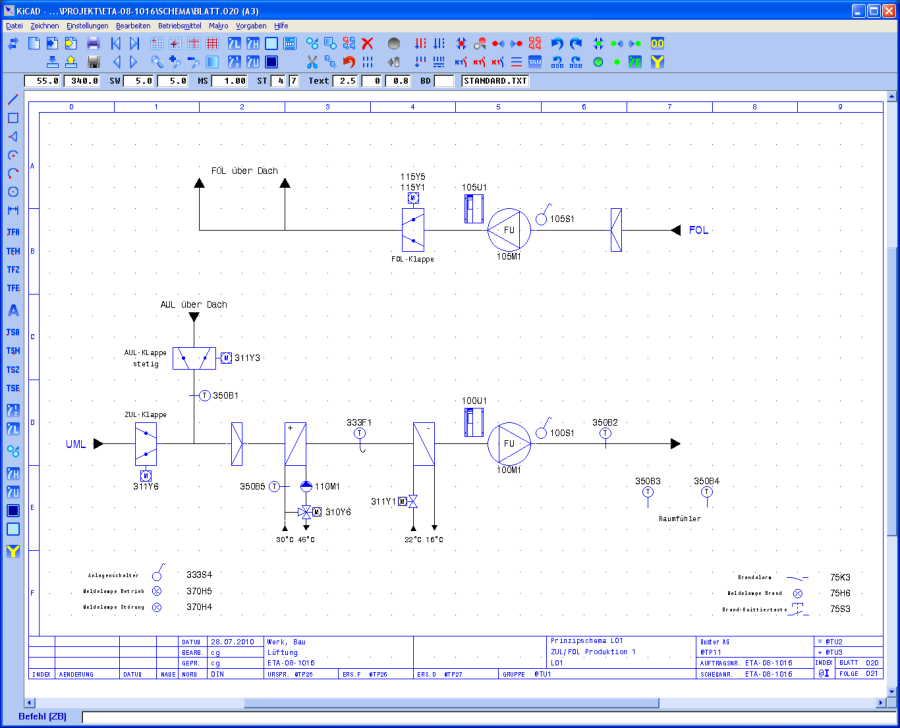
Fig.e Editor d'esquemes

  - StepUp : eines per a conversió a format STEP.

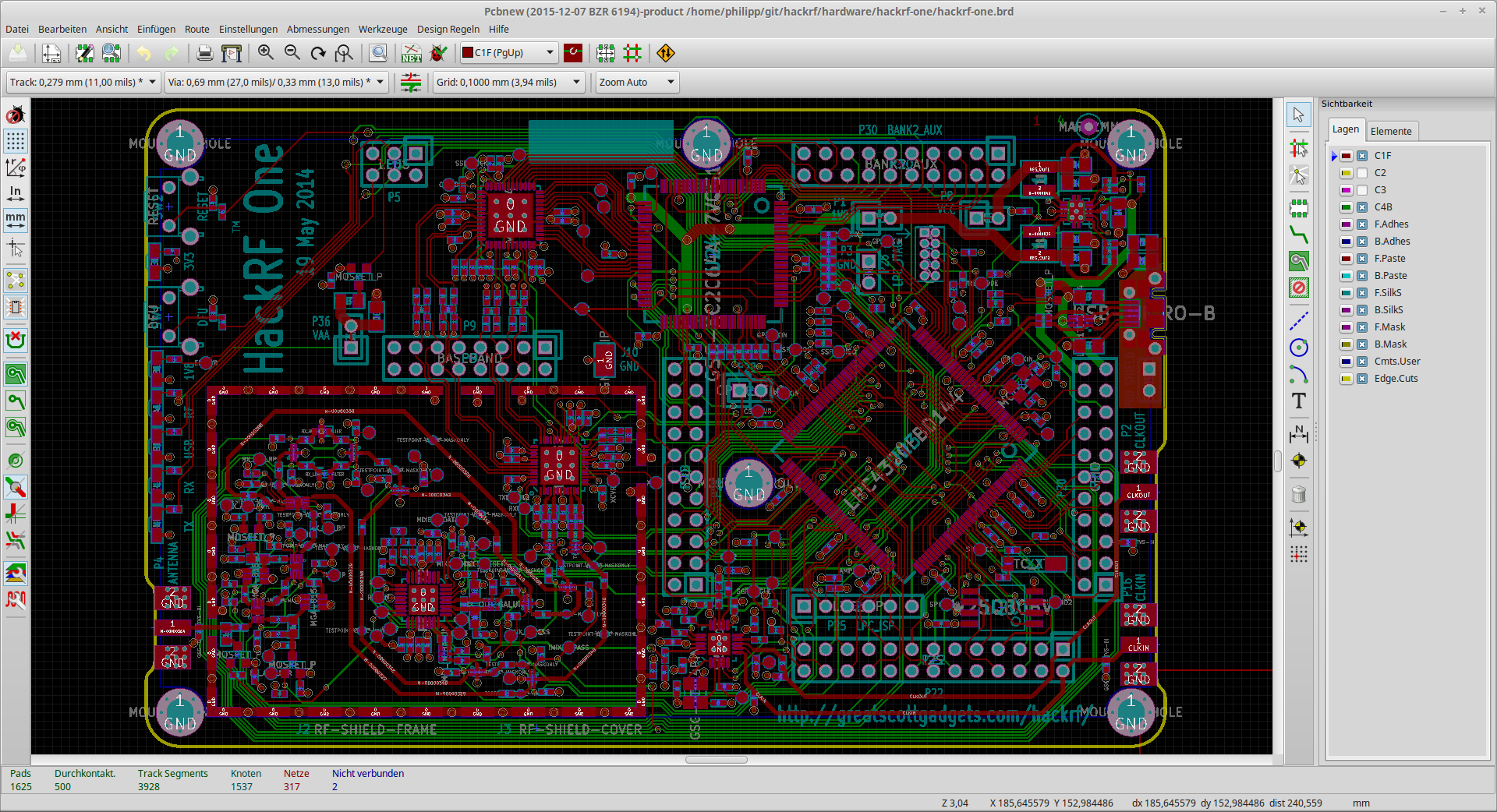
Fig.2 Editor de PCB

  - Fig.2 Editor de PCBKiCost : eines per a calcular costos dels components de la PCB.
  - altium2kicad : eina per a convertir projectes de l'entorn de disseny Altium a KiCad.
- Versió de l'any 2017 ː 4.0.7[6]

## Vegeu també

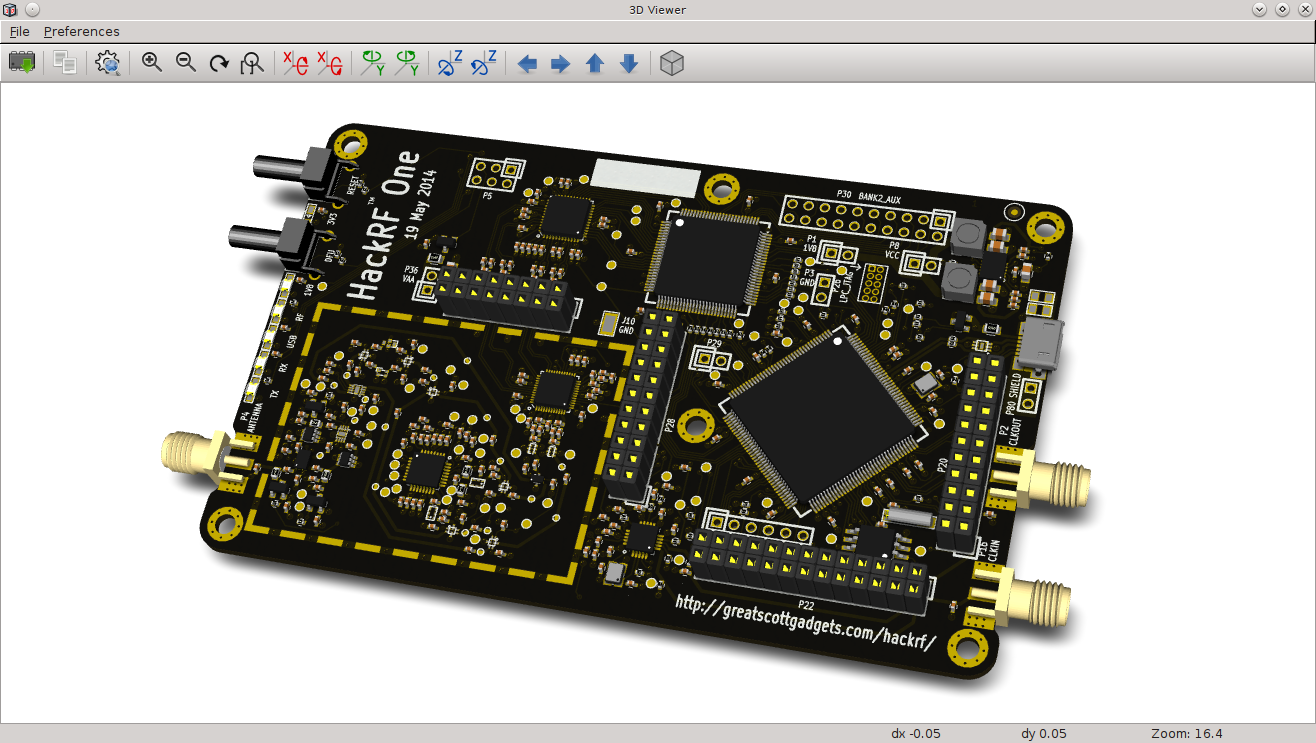
Fig. 3 Vista 3D de la PCB